# Селниця-Подравська
46°18′ пн. ш. 16°47′ сх. д. / 46.3° пн. ш. 16.78° сх. д.
Селниця-Подравська (хорв. Selnica Podravska) — населений пункт у Хорватії, в Копривницько-Крижевецькій жупанії у складі громади Леград.

## Населення
Населення за даними перепису 2011 року становило 301 осіб.
Динаміка чисельності населення поселення: